# Infermieristica bellica
L'infermieristica bellica è una specialità delle scienze infermieristiche. È una delle più antiche professioni sanitarie.

## Definizione
L'infermieristica operata in teatro bellico si propone di curare, in prevalenza, i militari che potevano essere ancora d'interesse operativo, selezionandoli mediante il triage bellico. È definito in Italia dal D.M. 739/1994.

## Storia
Durante il medioevo era consuetudine l'utilizzo di uno stiletto, chiamato Misericordia, utilizzato per dare il colpo di grazia ai combattenti ancora agonizzanti e oramai non più recuperabili.
I militari che avevano riportato danni o patologie minori erano considerati operativamente recuperabili. Famose le memorie del medico di Napoleone, il chirurgo capo dell'armata francese, Jean Dominique Larrey, che organizzò i primi soccorsi ai soldati feriti nel campo di battaglia.
La prima guerra mondiale fu una tappa significativa nell'evoluzione dell'infermieristica bellica, con la nascita delle infermiere volontarie. In Italia del Corpo delle infermiere volontarie della Croce Rossa Italiana.